# Гвиддфарх
Гвиддфарх (VI век) — валлийский отшельник, основатель монастырей. День памяти — 3 ноября.
Святой Гвиддфарх (Gwyddfarch) принадлежал сообществу, основанному его учителем св. Лливелином (Llywelyn) в Траллинге (Trallwng), известном ныне как Уэлшпул. Это сообщество составляло часть «Восточной Миссии», то есть прибытия христиан из Бретани в Уэльс в те края, которые известны сейчас как Шропшир и, в частности, в город Рокситер (Uriconium).
Оттуда св. Гвиддфарх отправился в более дикие края на Северо-Восток и поселился в долине реки Вирнви  неподалёку от современного села Мейфод. Над этой долиной возвышается холм с крутыми склонами, и св. Гвиддфарх поселился неподалёку от его вершины. там он поставил келью, где прожил оставшуюся жизнь и отошёл ко Господу. Холм нынче известен как Moel yr Ancr, что означает лысая гора отшельника.